# Dunajovické kopce
Národní přírodní památka Dunajovické kopce se rozkládá na výměře 107,16 ha v Dunajovických vrších, které náležejí k Dyjsko-svrateckému úvalu. Nachází se na západním svahu Zadního dunajovického hřbetu a její součástí jsou kóty Malá Slunečná (275 m n. m.), Jánská hora (280,5 m n. m.), Liščí kopec (271,7 m n. m.) a Velká Slunečná (283,1 m n. m.). Zasahuje do katastrálních území obcí Brod nad Dyjí, Březí u Mikulova, Dobré Pole a Dolní Dunajovice.
Důvodem ochrany jsou porosty nízkých xerofilních křovin, krátkostébelných trávníků, vzácné a ohrožené druhy rostlin a živočichů, jako je mandloň nízká (Prunus tenella), pelyněk Pančičův (Artemisia pancicii), katrán tatarský (Crambe tataria), srpice karbincolistá (Serratula lycopifolia) a kudlanka nábožná (Mantis religiosa) a jejich biotopy. Území bylo dříve využíváno pro zemědělskou činnost – vinohrady, ovocné sady a pole. Velká Slunečná byla zterasována, nebyla však osázena a v současnosti má charakter stepních lad. Ohrožení způsobuje invazní třtina křovištní (Calamagrostis epigejos) a kolonie divokých králíků (Oryctolagus cuniculus). Rezervace je spravována Správou CHKO Pálava.

## Geologie
Dunajovický hřbet je tvořen spodnobádenskými štěrky až slepenci, sníženiny jsou vyplněny vápnitými jíly a písky téhož stáří, suchá údolí vyplňují deluviofluviální sedimenty. Vyvinuty jsou černozemní půdy, střídající se s pararendzinou kambizemní, na agrárních terasách s kultizemí typickou.

## Flóra
Na stepních ladech dominují katrán tatarský (Crambe tataria), hořčík jestřábníkovitý (Picris hieracioides), žebřice pyrenejská (Libanotis pyrenaica) či smldník alsaský (Peucedanum alsaticum), zajímavý je výskyt topolovky bledé (Alcea biennis). Na místy zachovaných drnových stepích je zastoupena kostřava walliská (Festuca valesiaca), ostřice nízká (Carex humilis) či kostřava žlábkatá (Festuca rupicola). Jsou známy i hájové druhy, např. bažanka vejčitá (Mercurialis ovata), z teplomilných lemů kakost krvavý (Geranium sanguineum) či třemdava bílá (Dictamnus albus). Ve třech mikropolulacích tu byl zjištěn pelyněk Pančičův (Artemisia pancicii). K četným dalším zástupcům flóry patří hlaváček jarní (Adonis vernalis), hrachor chlumní (Lathyrus lacteus), chrpa chlumní (Centaurea triumfettii), len chlupatý (Linum hirsutum), kavyl sličný (Stipa pulcherrima), kosatec nízký (Iris pumila), kozinec rakouský (Astragalus austriacus), oman německý (Inula germanica), šanta panonská (Nepeta nuda), šater latnatý (Gypsophila paniculata), violka obojetná (Viola ambigua), vstavač nachový (Orchis purpurea), záraza hořčíková (Orobanche picridis), zlatovlásek obecný (Galatella linosyris), zvonek boloňský (Campanula bononiensis), z hub je znám smrž obecný (Morchella esculenta).

## Fauna
Mezi stepními druhy hmyzu byly zjištěny vzácnější druhy střevlíčků, chrobák Onthophagus semicornis, zvláště chráněný výkalník vrubounovitý (Sisyphus schaefferi), mezi motýly nesytka šalvějová (Chamaesphecia colpiformis), soumračník slézový (Carcharodus alceae), ostruháček trnkový (Satyrium spini), modrásek vičencový (Polyommatus thersites). Z bohaté fauny pavouků slíďák bradavčitý (Alopecosa solitaria), běžník Embrikův, plachetnatka čtyřskvrnná (Ipa terrenus), skálovka protáhlá (Synageles hilarulus) či zápřednice jedovatá (Cheiracanthium punctorium). Z hnízdících ptáků jsou to pěnice vlašská (Sylvia nisoria), slavík obecný (Luscinia megarhynchos), ťuhýk obecný (Lanius collurio), strnad luční (Emberiza calandra) a bramborníček černohlavý (Saxicola rubicola).